# Biogener Schmierstoff

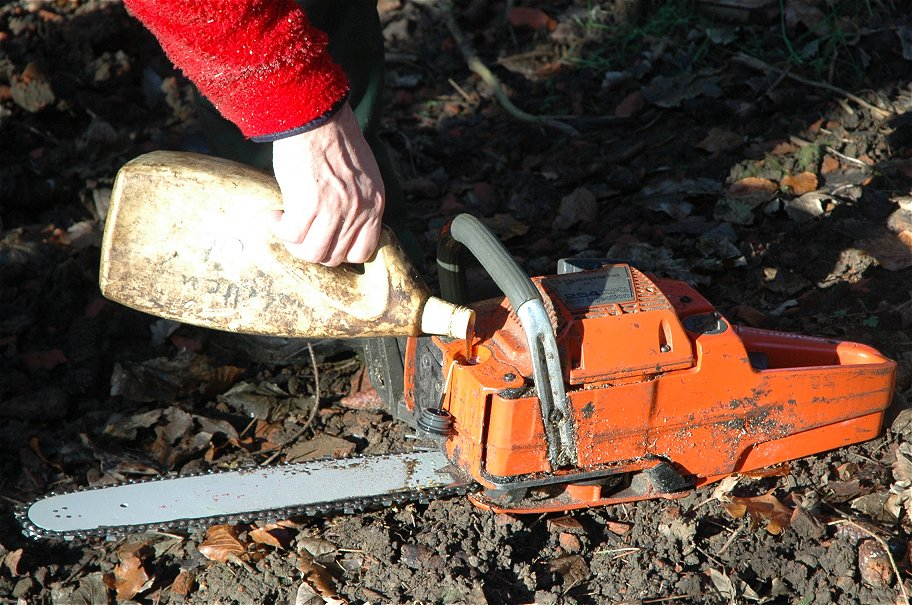
Nachfüllen des Tanks für Sägekettenöl

Ein Bioschmierstoff, auch Bioöl, ist ein biologisch abbaubarer und damit umweltverträglicher Schmierstoff. Das gängigste Prüfverfahren für die Abbaubarkeit ist der Test nach OECD 301. Dieser Test wird auch für die in diesem Bereich relevanten Umweltzeichen Euromargerite und Blauer Engel gefordert. Bioschmierstoffe können aus Erdöl hergestellte Schmierstoffe ersetzen. Sie haben jedoch nur einen relativ geringen Marktanteil.
Bioschmierstoffe werden aus nachwachsenden Rohstoffen oder aus Mineralöl mit schwermetallfreien Zusatzstoffen hergestellt. Auch Mischungen aus beiden Rohstoffquellen sind möglich. Die meisten am Markt vertretenen Produkte bestehen aus solchen Mischungen.
Es gibt auch engere Definitionen, die nur die Produkte als Bioschmierstoffe bezeichnen, die zu mindestens 50 Prozent aus nachwachsenden Rohstoffen bestehen. Wenn überhaupt kein Erdöl zur Herstellung verwendet wurde, wird auch von biogenem Schmierstoff gesprochen.

## Herstellung und Zusammensetzung

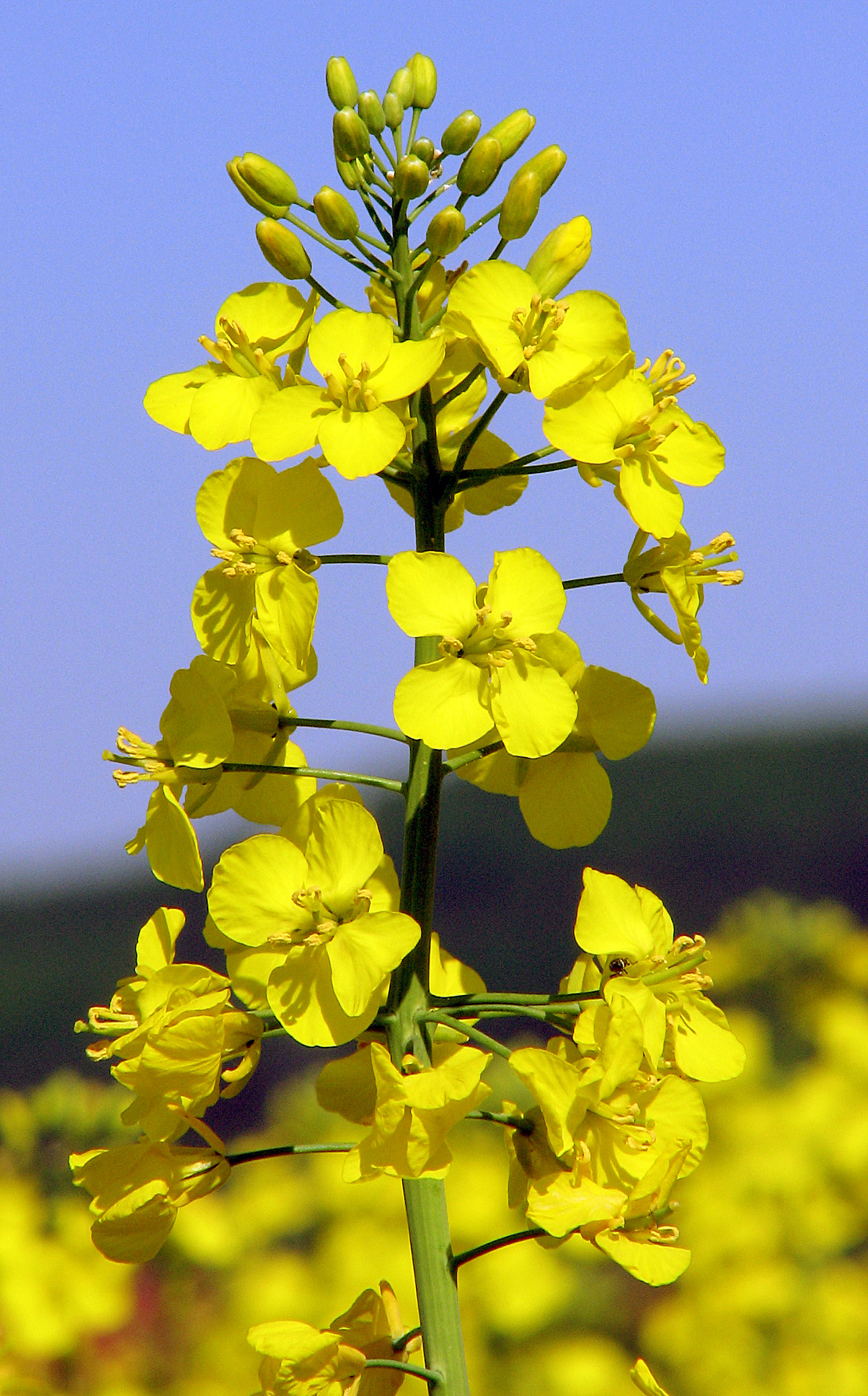
Raps ist der Hauptrohstoff zur Herstellung von biogenen Schmierstoffen in Europa

Biogene Schmierstoffe können aus verschiedenen pflanzlichen Ölen und tierischen Fetten (bsp. Rindertalg) hergestellt werden. In Deutschland kommt dabei vor allem Rapsöl zum Einsatz. In Deutschland können pro Tag zwischen 500 und 4.000 Tonnen Ölsaaten verarbeitet werden. Das entspricht einer maximalen Jahresproduktion von etwa 6,5 bis 8,8 Millionen Tonnen Pflanzenöl pro Jahr. Im Jahr 2007 wurden nach Angaben der Bayerischen Landesanstalt für Landwirtschaft 10,3 Mio. Tonnen Ölsaaten verarbeitet, die Gesamtproduktion an Pflanzenöl betrug 3,5 Mio. Tonnen. Die Ölausbeute der Saaten liegt bei durchschnittlich 40 Prozent, der Energiebedarf bei etwa 1,7 GigaJ pro Tonne. Neben dieser Menge werden größere Mengen Palm-, Rizinus-, Soja- importiert. Die Öle können durch Umesterung sowie durch Beimischung von verschiedenen Mineralölbestandteilen und Additiven entsprechend ihrem späteren Verwendungszweck modifiziert werden.
Die biogenen Schmierstoffe machen an dieser Menge einen Anteil von 46.500 Tonnen aus. Dabei wurden nach Angaben der Union zur Förderung von Oel- und Proteinpflanzen e. V. (UFOP) im Jahr 2005 etwa 90.000 ha der Rapsfläche zur Herstellung von Schmierstoffen und chemischen Produkten wie Tensiden für die Waschmittelindustrie genutzt. Weitere häufig eingesetzte Öle sind Palm-, Soja-, Rizinus- und Sonnenblumenöl. Die Öle werden auf konventionelle Art in Ölmühlen gewonnen und in entsprechenden Raffinerien aufbereitet, wobei aus Kosten- und Qualitätsgründen Großanlagen genutzt werden, in denen auch Öle für die Biokraftstoffproduktion hergestellt werden.
Mineralölbeimischungen können bei Schmierstoffen sowohl aus Kostengründen wie aufgrund spezieller Eigenschaften stattfinden. Pflanzenöle sind heute nur in sehr wenigen Eigenschaften nicht in der Lage, Mineralöle zu substituieren. Die technische Notwendigkeit der Beimischung ist entsprechend nur in Spezialfällen gegeben, bei denen auch unter Zuhilfenahme anderer Additive Anwendungsprobleme nicht gelöst werden können. Ein Beispiel für einen solchen Sonderfall stellen Schmiermittel dar, die in Flugzeugmotoren genutzt werden, bei denen Mineralölester beigemischt werden müssen. Diese müssen Betriebstemperaturen von über 400 °C aushalten und zugleich kompatibel mit verschiedenen Materialien wie Gummi, Kunststoffen und verschiedenen Metallen sein. Weitere Eigenschaften dieser Spezialmischungen sind niedrige Viskositäten bei niedrigen Temperaturen, hohe Scherstabilität sowie geringe Oxidationsanfälligkeit.
Additive sind Zusätze, die physikalische oder chemische Eigenschaften der Öle verbessern bzw. dem Anwendungszweck anpassen. Dazu gehören Antioxidantien, Korrosionsinhibitoren, Mittel zur Leistungssteigerung unter Hochdruckbedingungen, Chelatliganden um Metallionen zu binden, Viskositätsverbesserer, Frostschutzmittel, Schaumbremser und eine Reihe weiterer chemischer Mittel. Schmierfette enthalten zudem Dickungsmittel, damit sie eine pastöse Konsistenz bekommen. Einige Additive enthalten Schwermetalle oder andere Giftstoffe und sind damit nicht umweltverträglich, weshalb sie in biogenen oder bioabbaubaren Schmiermitteln im Regelfall vermieden werden.

## Vorteile von biogenen Schmiermitteln
Bioschmierstoffe können theoretisch in allen Anwendungsbereichen von Schmierstoffen Verwendung finden und entsprechende Produkte auf Erdölbasis ersetzen. Sie sind in ihren Eigenschaften je nach Zusammensetzung gleichwertig und den mineralölbasierte Schmierstoffen nur bei Spezialanwendungen und bei extrem hohen Temperaturentwicklungen unterlegen. 
Als Hauptnutzungsvorteil gegenüber mineralölbasierte Ölen wird die Anwendbarkeit in umweltsensiblen Bereichen angesehen. Die hier eingesetzten Betriebsmittel sollen nach Möglichkeit biologisch abbaubar und nicht wassergefährdend sein, um Umweltverschmutzungen zu vermeiden. Nach Angaben von Heinrich Theissen vom Institut für fluidtechnische Antriebe und Steuerungen der RWTH Aachen gelangen in Deutschland jährlich etwa 500.000 Tonnen und damit etwa die Hälfte der eingesetzten Schmierstoffe über Verdunstung, Verbrennung und Leckagen in die Umwelt.

## Verwendung und Marktanteile
Den höchsten Marktanteil haben Bioschmieröle als Sägekettenöl (Sägegatteröle und Sägekettenhaftöle) in der Forstwirtschaft. Hier liegt der Anteil biogener Öle bei etwa 75 bis 80 %. Einen ebenfalls hohen Anteil haben Hydrauliköle mit 19 % im mobilen (Fahrzeug-)Bereich und 9 % in der stationären Anwendung. Kühlschmiermittel liegen bei 15 % und allgemeine Schmieröle bei 10 % während die Anteile bei den Getriebeölen und den Motorölen jeweils unter 1 % betragen. Die folgende Tabelle gibt die jährlich genutzten Mengen der 2005 in Deutschland eingesetzten Schmiermittel wieder:

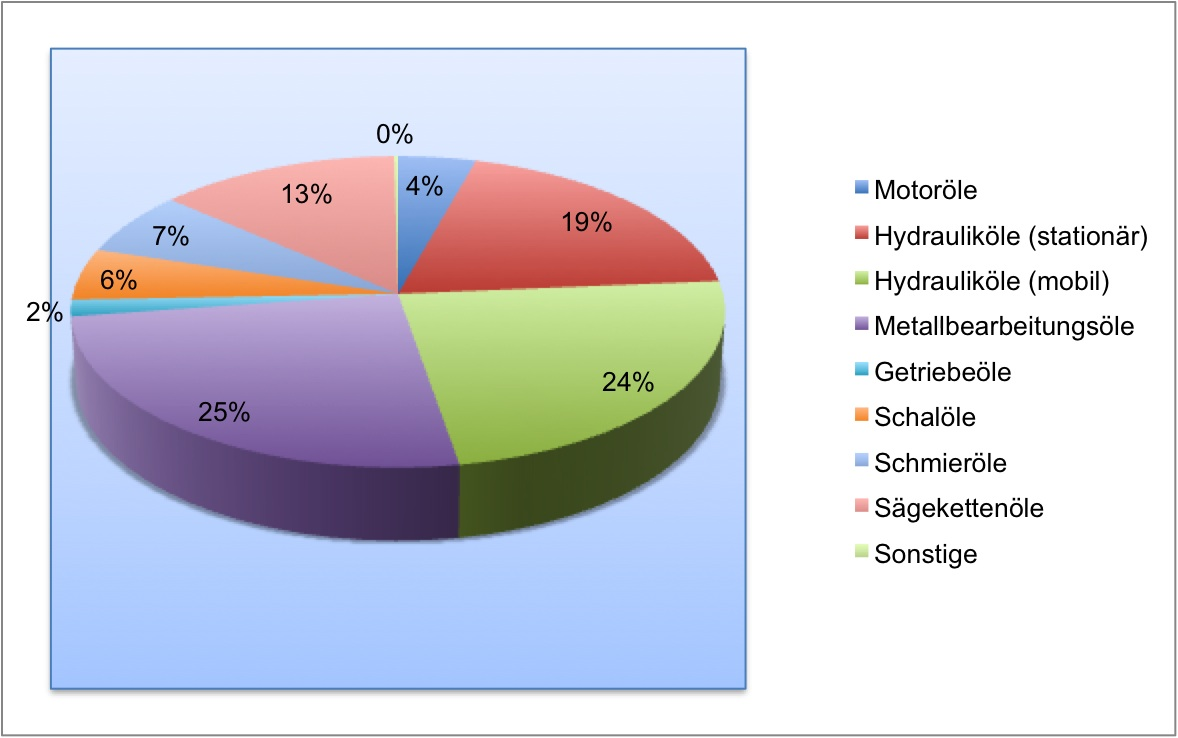
Prozentuale Anteile der biogenen Schmiermittel am Gesamtverbrauch in Deutschland

| Bioschmierstoffe und -öle    | Verbrauch (t) | Marktanteil |
| ---------------------------- | ------------- | ----------- |
| Kühlschmiermittel            | 11.800        | 15 %        |
| Hydrauliköle (mobil)         | 11.000        | 19 %        |
| Hydrauliköle (stationär)     | 9.000         | 9 %         |
| Sägekettenöle                | 6.200         | 75 %        |
| Verlustschmieröle und -fette | 3.100         | 10 %        |
| Schalöle                     | 2.500         | 8 %         |
| Motoröle                     | 2.000         | < 1 %       |
| Getriebeöle                  | 800           | < 1 %       |
| Sonstige Öle                 | 100           |             |

### Kühlschmiermittel

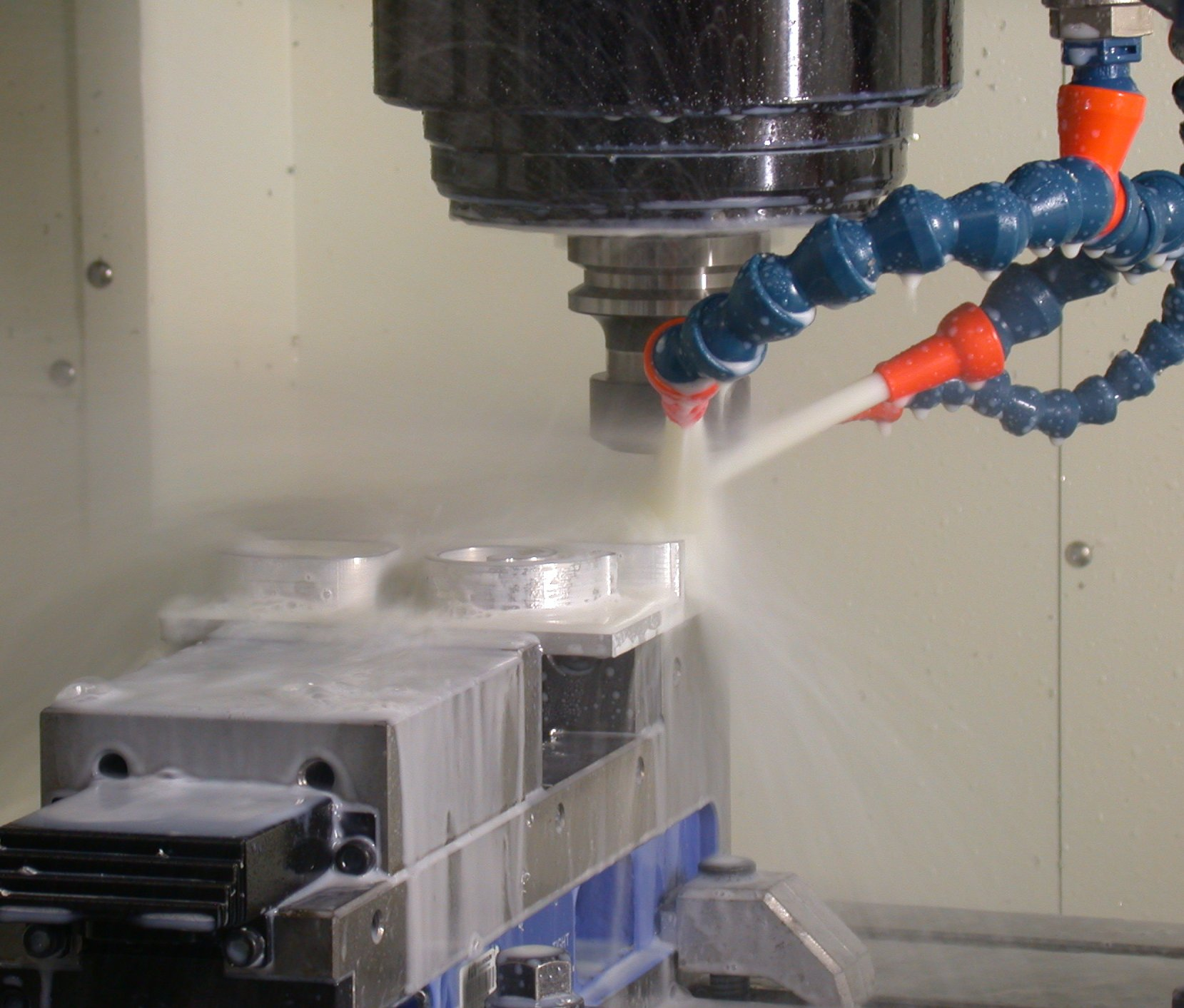
Einsatz von Kühlschmiermittel beim Fräsen

Die größte Menge der Bioschmiermittel kommt als Kühlschmiermittel bzw. Metallbearbeitungsöl in der fertigenden Industrie zum Einsatz. Sie machen hier einen Anteil von 15 % an der Gesamtmenge aus. Angewendet werden sie bei spanenden Metallbearbeitungen wie dem Drehen, Fräsen, Bohren und Schleifen oder bei anderen Metallbearbeitungsformen wie Stanzen, Pressen, Tiefziehen und Drahtziehen. In diesen Prozessen sollen sie die Reibung und damit die Wärmeentstehung zwischen dem Werkstück und dem Werkzeug reduzieren und Werkzeug und Material abkühlen, gleichzeitig sorgen sie für den Abtransport der Späne. Bioschmiermittel haben gegenüber mineralölbasierten Schmierstoffen keine Nachteile mit Ausnahme des höheren Preises; aus dem Grunde werden aktuell vor allem mineralölbasierte Schmiermittel verwendet.
In Deutschland werden jährlich etwa 70.000 t Kühlschmiermittel verwendet, wobei der Anteil der biogenen Mittel von 2003 mit etwa 1 bis 2 % auf etwa 15 % im Jahr 2005 gestiegen ist.

### Hydrauliköle

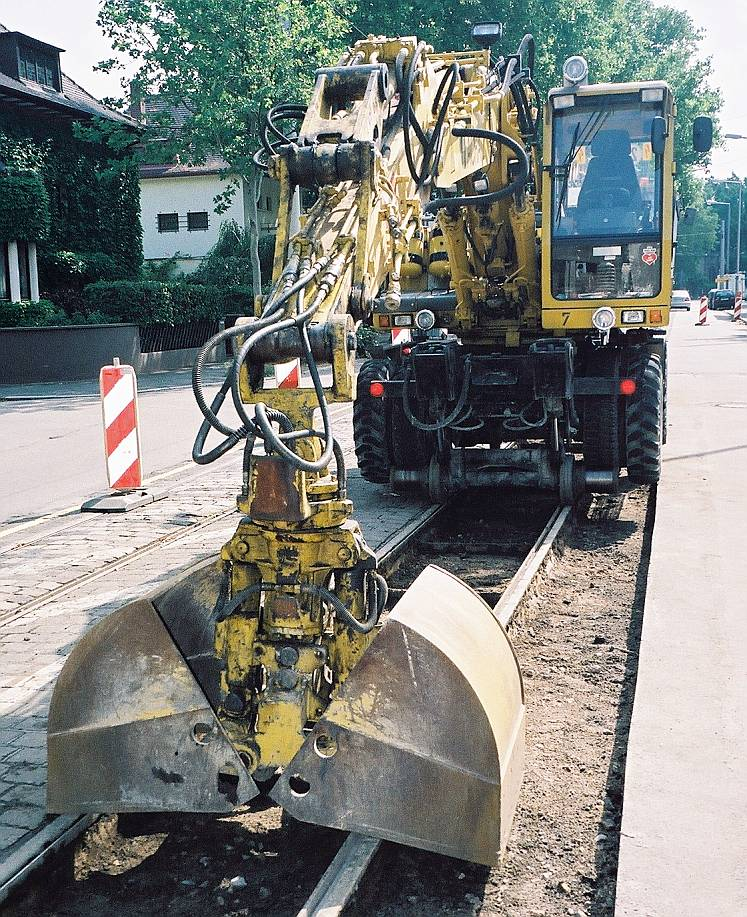
Zweiwegebagger mit umfassender Hydraulikanlage

Bei den Hydraulikölen wird in Marktanalysen unterschieden in mobile und stationäre Anwendungsbereiche, wobei mobile Anwendungen die Nutzung in Fahrzeugen und stationäre die in fest installierten Anlagen meint. Biogene Hydrauliköle bestehen im Regelfall aus Rapsöl, dem natürliche Ester beigesetzt werden (Hydraulic Oil Environmental Triglyceride, HETG) und das durch Umesterung modifiziert wird (Hydraulic Oil Environmental Ester Synthetic, HEES). Im Vergleich zu mineralölbasierte Hydraulikölen ist HETG biologisch abbaubar und ist für normal belastete Arbeitsfahrzeuge wie Landmaschinen (Mähdrescher, Anbaugerät) oder Müllfahrzeuge gut geeignet, hat jedoch im Vergleich zu HEES eine geringere Tanktemperatur- und Kältebeständigkeit. HEES kann bei schwereren Maschinen zum Einsatz kommen, vor allem Forstfahrzeugen, Bagger, Planierraupen oder Erdbohrer.
Der Gesamtmarkt der Hydrauliköle stellt nach den Motorenölen den zweitgrößten Bereich der Schmiermittel dar. In Deutschland werden jährlich etwa 150.000 t verbraucht, davon etwa 60.000 bei mobilen Anwendungen. Der Anteil der biogenen Hydrauliköle konnte dabei in den letzten Jahren massiv gesteigert werden; er betrug im Jahr 2000 nur etwa 3 % und stieg bis 2005 auf fast 20 % des Gesamtmarktes. Einen der zentralen Gründe hierfür stellte das Markteinführungsprogramm für biogene Schmiermittel in der Landwirtschaft des BMELV dar, bei dem die Umstellung auf biogene Schmiermittel gezielt gefördert wurde.

### Sägekettenöle
Sägekettenöl oder Sägekettenhaftöl und Sägegatteröl dient dazu, die Reibung zwischen Sägekette und Schiene bei Motorkettensägen zu verringern und damit den Verschleiß zu reduzieren. Ferner dient das Öl als Trennmittel, um Anhaftungen von Baumharz und Sägemehl an der Sägekette zu verhindern. Moderne Sägekettenöle werden in der Regel auf Basis von umweltfreundlichen, biologisch leicht abbaubaren und nicht wassergefährdenden Pflanzenölen (z. B. Raps- oder Olivenöle) hergestellt. Diese Öle werden als „Bio-Kettenöl“ vermarktet. Auch der Kontakt solcher Öle mit der menschlichen Haut ist gesundheitlich unbedenklich. Bereits 2003 waren 80 % der auf dem Markt befindlichen Sägekettenhaftöle und Sägegatteröle biogenen Ursprungs und stellen damit den einzigen Bereich der Schmierstoffe dar, in dem biogene Schmierstoffe gegenüber mineralölbasierten Schmiermitteln deutlich überwiegen.

### Verlustschmieröle und -fette
Verlustschmieröle und -fette finden überall dort eine Verwendung, wo Reibungsreduzierungen an offenen Systemen im Vordergrund stehen. Dabei handelt es sich im Regelfall um bewegliche Elemente an Fahrzeugen wie Land- und Forstmaschinen, Bahnen und deren Gleisanlagen oder wasserbaulichen Anlagen wie Wehren und Schleusen. Alle diese Fette werden abgetragen und gelangen durch Abrieb in die Umwelt, entsprechend ist hier eine biologische Abbaubarkeit von Vorteil.
Pro Jahr werden etwa 36.000 t Schmieröle eingesetzt, wobei hier aufgrund der fehlenden Wiederaufbereitung besonders großes Augenmerk auf einen umweltgerechten Abbau gelegt werden sollte. Entsprechend stieg der Anteil biogener Schmiermittel von nur 0,9 % (327 t) im Jahr 2003 auf etwa 31.000 t und damit fast 10 % im Jahr 2005.

### Schalöle
Schalöle oder Formtrennmittel werden überwiegend zur Behandlung von Schalung verwendet. Dort dienen sie als Trennmittel, um nach dem Erhärten des Frischbetons die Schalung mühelos und ohne Beschädigung der Betonoberfläche entfernen zu können. Ähnliche Fette dienen in der Metallgießerei beim Druckgießen der Trennung von Metall und Gussform. Bislang werden Formtrennmittel nur selten auf biogener Basis produziert, die Regel sind mineralölbasierte Öle, die auch organische Lösungsmittel enthalten können.
Auf deutschen Baustellen sowie bei der Herstellung von Betonfertigteilen werden jährlich etwa 25.000 t Schalöle verbraucht. Mit 2500 t machen die biogenen Schmiermittel daran einen Anteil von 8 bis 10 % aus, aufgrund der Forderung nach umweltschutzgerechten Ölen kann dieser Anteil sich in Zukunft allerdings noch deutlich erhöhen.

### Motoröle
Motoröle schmieren die beweglichen Teile von Fahrzeugmotoren. Hierbei existiert eine relativ große Palette von hochwertigen Ölen auf der Basis nachwachsender Rohstoffe für 2- und 4-Takt-Motoren; diese bestehen im Regelfall aus synthetischen Estern auf Pflanzenölbasis. Durch den Verzicht von zink- oder phosphorreichen Additiven können sie zudem die Haltbarkeit von Katalysatoranlagen erhöhen. Für Dieselmotoren sind entsprechende Öle in der Entwicklung.
Der Gesamtanteil der Motoröle stellt mit etwa 50 % der Gesamtmenge in Europa und etwa 32 % in Deutschland die größte Einzelgruppe der Schmierstoffe dar; die Gesamtmenge stagniert seit etwa 2001 bei rund 344.000 Tonnen pro Jahr. Dabei werden sie in nahezu allen Personen- und Lastkraftwagen eingesetzt. Der Anteil der biogenen Motoröle lag 2003 bei nur 0,02 % und somit bei 61 t, obwohl die Öle vergleichbare Eigenschaften haben. Auch 2005 lag der Anteil noch weit unter einem Prozent des Gesamtmarktes, hatte mengenmäßig allerdings mittlerweile 2000 t erreicht. Der Grund für den geringen Anteil dürfte am höheren Preis und an der Tatsache liegen, dass kaum biologisch abbaubare Öle für moderne PKW verfügbar sind.

### Getriebeöle
Getriebeöle schmieren die beweglichen Teile des Getriebes. Bio-Getriebeöle werden vor allem bei landwirtschaftlichen Fahrzeugen eingesetzt und sind in ihren Eigenschaften mit den Ölen auf Mineralölbasis vergleichbar und können diese aufgrund ihrer hohen Viskosität auch übertreffen.
In Deutschland werden jährlich etwa 89.000 t Getriebeöl verbraucht, wobei der Anteil biogener Öle mit etwa 800 t wie bei den Motorenölen weniger als 1 % beträgt.

## Marktsituation und Rahmenbedingungen
Das EU-weites Marktpotential für biogene Schmierstoffe wird bei einem insgesamt weitgehende stagnierenden Gesamtmarkt der Schmierstoffe auf 1,5 Millionen Tonnen pro Jahr prognostiziert. Von diesen 1,5 Millionen Tonnen werden aktuell erst 0,1 % tatsächlich ausgeschöpft. Der aktuelle Marktwert des Bereichs Schmierstoffe liegt bei etwa 2,6 Milliarden Euro, von denen etwa 21 Millionen Euro auf den Bereich der Bioschmierstoffe entfallen. Ein zunehmender Marktanteil wird auf der Basis höherer Rohstoffpreise im Bereich der mineralölbasierten Schmieröle sowie eine Weiterentwicklung biogener Ölprodukte prognostiziert. Die Hauptprobleme liegen dabei im fehlenden Wissen über die Eigenschaften und das fehlende Bewusstsein über das Vorhandensein technisch ausgereifter biogener Schmierstoffe. Ein wesentlicher Aspekt ist das Vorurteil, Bioöle seien weniger leistungsfähig, sowie die Angst vor möglichen Schäden und Störungen an den Geräten. Unzureichende Beratung kann vor allem während der Umstellung und Erstbefüllung zu technischen Problemen wie Verunreinigung mit Mineralöl oder undichten Schlauchleitungen führen und das Image von Bioölen nachhaltig schädigen.
Biogene Schmierstoffe haben am Gesamtmarkt der Schmierstoffindustrie nur einen relativ kleinen Anteil. So lag der deutsche Gesamtmarkt für Schmierstoffe im Jahr 2003 bei etwa 1,1 Millionen Tonnen (weitgehend stagnierend; 2007: 1.149.432 t), von denen je nach Quelle nur 20.000 bis 46.000 Tonnen anteilig aus nachwachsenden Rohstoffen bestanden. Diese Menge variiert in verschiedenen Studien aufgrund der schwierigen Erfassungsgrundlage, wobei Theissen 2006 nur von etwa 20.000 t biogener Schmierstoffe pro Jahr ausgeht und sich dabei auf die Daten aus dem Markteinführungsprogramm des BMELV beruft.
Aufgrund zunehmender Bekanntheit sowie gesetzlicher Rahmenbedingungen wie das Markteinführungsprogramm des BMELV und Vorschriften für die Schmierölverwendung in umweltsensiblen Bereichen konnte der Anteil in den letzten Jahren gesteigert werden. In Österreich wurden im Jahr 2005 80.000 t Schmieröle verbraucht, von denen etwa zwei Drittel auf Hydraulik-, Motoren- und Getriebeöle entfielen. Biogene Schmierstoffe machen hierbei einen Anteil von etwa 5 % aus, das Potential liegt nach Schätzungen bei etwa 15 % der Gesamtmenge, wodurch eine Steigerung um etwa 8.000 Tonnen pro Jahr möglich wird.
Aufgrund der hohen Kosten für die Entwicklung und Markteinführung sind vor allem größere Mittelstandsbetriebe wie die Fuchs Petrolub AG, die Interflon Deutschland GmbH die Panolin AG, die Kajo-Firmengruppe und die Carl Bechem GmbH am Markt der deutschen Bioschmiermittel führend und erweitern durch biogene Schmiermittel ihre bereits vorhandene Produktpalette. Die Rohstoffproduzenten sind im Regelfall unabhängige, landwirtschaftliche Betriebe, die das Pflanzenöl als Rohstoff sowohl für unterschiedliche Nutzungen (Nahrungsmittelindustrie, energetische und stoffliche Nutzungen) zur Verfügung stellen – hinzu kommen internationale Importe von Palm- und Sojaöl.
International liegen vor allem Erfahrungen aus Skandinavien und den Niederlanden vor. Positiven Einfluss auf die Marktentwicklung hatten in diesen Ländern die Einführung von Umweltlabeln wie dem „Milieukeur“ für Hydrauliköle und Verlustschmiermittel in den Niederlanden und dem Nordischen Schwan für umweltfreundliche Produkte in den Ländern des Nordischen Rats. In Schweden wird zudem eine Positivliste umweltverträglicher Schmieröle geführt und das Label „Swedish Standard“ vergeben. Auch in der EU existiert mit dem Eco Label ein länderübergreifendes Umweltsiegel, dass bei Schmierölen mit biogenen Anteilen vergeben wird (>50 % bei Hydraulikölen, >45 % bei Getriebeölen, >70 % bei Sägekettenölen, Betontrennmitteln und Verlustschmierölen).